# Bestattungsritus
Bestattungsritus bezeichnet – vor allem in der Ethnologie und der Archäologie – die Gesamtheit aller Handlungen vor, während und nach  einer Bestattung. Im engeren Sinne ist die Art der Totenlege gemeint (z. B. Hockergrab), im weiteren Sinne alle mit den körperlichen Überresten des Verstorbenen in Verbindung stehenden Handlungen.  
Bestattungsriten sind seit der Steinzeit bekannt und wichtiger Teil der meisten Kulturen. Sie sind eine spezifisch menschliche Erscheinung und kommen im Tierreich nicht vor. Sie sind eng an die jeweiligen Jenseitsvorstellungen einer Kultur geknüpft und gehören deshalb meistens in deren religiösen Bereich.
Bestattungsriten können als Übergangsriten angesehen werden, da sie den Bestattenden dazu dienen, ihre Trauer zu kanalisieren, die durch den Tod ausgelöste Störung in der Gemeinschaft zu verarbeiten und Aussagen über das Jenseits zu treffen.

## Bestattungsformen
Nahezu jede denkbar mögliche Behandlung von Leichnamen ist von Ethnologen, Historikern und Archäologen beschrieben worden. Häufige Formen sind:

### Körperbestattung
Bei der Körperbestattung (Erdbestattung) im engeren Sinne wird der vollständige Körper beerdigt. Daneben wurden häufig aus religiösen Gründen auch Teilbestattung vorgenommen, wenn zum Beispiel nur eine Herzbestattung oder Kopfbestattung erfolgt. Sekundärbestattungen sind meist Erdbestattungen und erfolgen nach einer Exhumierung, wenn der Leichnam an einem anderen Ort beigesetzt wird. Dabei wird häufig nicht das gesamte Skelettmaterial umgebettet, sondern nur die wichtigsten Skelettteile. Ein Beispiel für Sekundärbestattungen bilden die Beinhäuser des Spätmittelalters, wo nach der Verwesung die zurückbleibenden Knochen gereinigt und in Ossuarien gelegt wurden.

### Brandbestattung
Bei den Brand- oder Feuerbestattungen ist die Urnenbestattung die häufigste Form. Hierbei wird die verbliebene Asche des Leichnams nach seiner Verbrennung in einem Gefäß gesammelt und beigesetzt. Bei einer Brandschüttung wird der Leichenbrand aufgesammelt und anschließend in die Grabgrube geschüttet. Wird das Grab über dem Scheiterhaufen errichtet (meistens Hügelgrab) und angezündet, spricht man von einem Scheiterhaufengrab, wohingegen bei einem Bustumgrab im entgegengesetzten Fall der Scheiterhaufen über der Grabgrube errichtet wird und die Asche infolge der Verbrennung herab in das Grab fällt.
Während in den genannten Fällen der Leichenbrand bestattet wird, sind auch das Verstreuen der Asche in den Wind (Luftbestattung) und die Überantwortung der Asche in ein Gewässer üblich. In jüngerer Zeit bestehen noch weitere Möglichkeiten: Teile der Asche des Verstorbenen können bei der Weltraumbestattung ins Weltall gebracht werden. Bei der Diamantbestattung wird der nach der Einäscherung verbliebene amorphe Kohlenstoff in einen synthetischen Diamanten umgewandelt, der den Hinterbliebenen als Erinnerung an den Verstorbenen dient. In allen Fällen sind auch Teilverbrennungen möglich.

## Verschiedene Riten
- Jüdische Bestattung
- Römische Bestattungsrituale
- Traufenbestattung